# Houston (Mississippi)
Houston é uma cidade localizada no estado americano de Mississippi, no Condado de Chickasaw.

## Demografia
Segundo o censo americano de 2000, a sua população era de 4079 habitantes.
Em 2006, foi estimada uma população de 3916, um decréscimo de 163 (-4.0%).

## Geografia
De acordo com o United States Census Bureau tem uma área de
19,8 km², dos quais 19,7 km² cobertos por terra e 0,1 km² cobertos por água.

## Localidades na vizinhança
O diagrama seguinte representa as localidades num raio de 28 km ao redor de Houston.